# Птицы Золотого Солнца
Птицы Золотого Солнца (кит. трад. 太陽神鳥金飾, упр. 太阳神鸟金饰, пиньинь Tàiyáng Shénniǎo Jīnshì, палл. тайян шэньняо цзиньши) — золотой диск диаметром 12,5 см из археологических раскопок культуры Цзиньша, выставленный в музее Цзиньша в Чэнду (провинция Сычуань, Китай). Находка была обнаружена в 2001 году.
Диск представляет собой кольцеобразный кусок фольги из практически чистого золота. По периметру кольца против часовой стрелки летят четыре птицы. В центре диска — солнце с 12 лучами. Диаметр кольца — 12,5 см снаружи и 5,29 см внутри. Толщина кольца — 0,2 мм, вес кольца — 20 грамм.
Диск датируют периодом поздней династии Шан.

## Эмблема
В 2011 году диск «Птицы Золотого Солнца» был объявлен эмблемой города Чэнду, её можно встретить на многих улицах города.